# Xã Bingham, Quận Hancock, Iowa
Xã Bingham (tiếng Anh: Bingham Township) là một xã thuộc quận Hancock, tiểu bang Iowa, Hoa Kỳ. Năm 2010, dân số của xã này là 426 người.